# Mountain Home (Carolina del Nord)
Mountain Home és una concentració de població designada pel cens dels Estats Units a l'estat de Carolina del Nord. Segons el cens del 2000 tenia 2.169 habitants.

## Demografia
Segons el cens del 2000, Mountain Home tenia 2.169 habitants, 906 habitatges i 656 famílies. La densitat de població era de 314,8 habitants per km².
Dels 906 habitatges en un 25,7% hi vivien nens de menys de 18 anys, en un 59,7% hi vivien parelles casades, en un 9,2% dones solteres, i en un 27,5% no eren unitats familiars. En el 23,1% dels habitatges hi vivien persones soles el 8,8% de les quals corresponia a persones de 65 anys o més que vivien soles. El nombre mitjà de persones vivint en cada habitatge era de 2,38 i el nombre mitjà de persones que vivien en cada família era de 2,75.
Per edats la població es repartia de la següent manera: un 20,4% tenia menys de 18 anys, un 6% entre 18 i 24, un 26,2% entre 25 i 44, un 26,2% de 45 a 60 i un 21,1% 65 anys o més.
L'edat mediana era de 43 anys. Per cada 100 dones de 18 o més anys hi havia 96,1 homes.
La renda mediana per habitatge era de 41.042 $ i la renda mediana per família de 50.648 $. Els homes tenien una renda mediana de 30.662 $ mentre que les dones 22.011 $. La renda per capita de la població era de 22.829 $. Entorn del 4,7% de les famílies i el 9,2% de la població estaven per davall del llindar de pobresa.

## Poblacions més properes
El següent diagrama mostra les poblacions més properes.